# Peter Kern
Peter Kern, född 13 februari 1949 i Wien, död 26 augusti 2015 i samma stad, var en österrikisk skådespelare och regissör inom teater och film.

## Filmografi, urval
- 1972 – Ludvig - rekviem för en jungfrukonung
- 1974 – Karl May
- 1975 – Falsk rörelse
- 1975 – Frihetens nävrätt
- 1975 – Mamma Küsters himmelsfärd
- 1978 – Dubbelgångaren
- 1991 – Malina